# Rafael Spregelburd
Rafael Spregelburd (Buenos Aires, 3 de abril de 1970) és un dramaturg, traductor teatral, director de teatre i actor argentí.

## Biografia
Començà els seus estudis de teatre com a actor, però al poc temps es dedicà també a la dramatúrgia. Entre els seus mestres figuren el dramaturg Mauricio Kartun i el director Ricardo Bartis. També va cursar estudis d'Arts Combinades a la Facultat de Filosofia i Lletres de la Universitat de Buenos Aires, carrera que abandonà el 1996 per a dedicar-se de ple al teatre.
A partir de 1995 es dedicà també a la direcció, ocupant-se de la majoria dels seus textos escrits i, ocasionalment, d'adaptacions personals de textos d'altres autors com Harold Pinter, Marius von Mayenburg, Wallace Shawn, Sarah Kane, Martin Crimp, Anthony Black, Steven Berkoff o Repte Finger.
Ha dictat classes de dramatúrgia i actuació a la Universitat d'Antioquia, a la Universitat Nacional Autònoma de Mèxic, a les Universitats Nacionals de Rosario, Tucumán i Còrdova, a la Casa de Amèrica de Madrid, al Centre Andalús de Teatre de Sevilla, a L'École des Maîtres (Udine, Coïmbra, Lieja, Reims), entre d'altres. També ha estat autor comissionat del Deutsches Schauspielhaus d'Hamburg, del Royal Court Theatre de Londres, de la Schaubühne de Berlín, del Schaupiel Frankfurt, del Nationaltheater Mannheim i del Badisches Staatstheater de Karlsruhe, entre d'altres.
En el cinema ha protagonitzat els films El hombre de al lado (Duprat i Cohn, 2010), Zama (2016) i Los perros (2017), entre moltes altres.
El gener de 2021, fou una de les 50 personalitats que signar el manifest «Dialogue for Catalonia», promogut per Òmnium Cultural i publicat a The Washington Post i The Guardian, a favor de l'amnistia dels presos polítics catalans i del dret d'autodeterminació en el context del procés independentista català. Els signants lamentaren la judicialització del conflicte polític català i conclogueren que aquesta via, lluny de resoldre'l, l'agreuja: «ha comportat una repressió creixent i cap solució». Alhora, feren una crida al «diàleg sense condicions» de les parts «que permeti a la ciutadania de Catalunya decidir el seu futur polític» i exigiren la fi de la repressió i l'amnistia per als represaliats.

## Obra

### Obres estrenades i publicades
- Teatro incompleto 1: Destino de dos cosas o de tres. Cucha de almas. Remanente de invierno. La tiniebla. Entretanto las grandes urbes (edició de l'autor, 1995)
- Heptalogía de Hieronymus Bosch I, II y III: La inapetencia. La extravagancia. La modestia (Adriana Hidalgo, 2000; Atuel, 2009)
- Teatro argentino (Libros de Tierra Firme Ediciones, Buenos Aires, 2000). Antologia d'autories argentines que inclou la seva obra Raspando la cruz.
- Nueva Dramaturgia de Buenos Aires (Casa de América, Madrid, 2000). Antologia d'autories argentines que inclou la seva obra Cuadro de asfixia.
- Fractal, una especulación científica (Libros del Rojas, 2001)
- La Escala Humana en col·laboració amb Javier Daulte i Alejandro Tantanián (Ediciones Teatro Vivo, 2002)
- Heptalogía de Hieronymus Bosch IV y V: La estupidez. El pánico (Atuel, 2005)
- Remanente de invierno. Canciones alegres de niños de la patria. Cuadro de asfixia. Raspando la cruz. Satánica. Un momento argentino (Losada, 2005)
- Heptalogía de Hieronyms Bosh VI: La paranoia (Atuel, 2008)
- Bizarra, una saga argentina (Entropía, 2008)
- Los verbos irregulares: Acassuso. Lúcido. Bloqueo. Buenos Aires (Colihue, 2008)
- Heptalogía de Hieronymus Bosch VII: La terquedad (Atuel, 2009)
- Todo. Apátrida, doscientos años y unos meses. Envidia (Atuel, 2011)
- A inapetência. A extravagância. A modéstia (Artistas Unidos, edició en portuguès, Lisboa, 2014)
- A paranóia. A temoisia (Artistas Unidos, edició en portuguès, Lisboa, 2014)
- Panorama teatral (Interzona, Buenos Aires, 2014). Antologia d'autories argentines que inclou la seva obra Santa Cecilia de Borja en Zaragoza.[4]
- Nuevo teatro argentino (Interzona, Buenos Aires, 2003). Antologia d'autories argentines que inclou la seva obra Un momento argentino. Suardi/Tantanian, Torres Molina, Veronese y Zangaro. Compilador: Jorge Dubatti.
- BAiT: Buenos Aires in Translation. 4 Plays from Argentina, (The Graduate Center, CUNY, New York, 2007). Traducció a l'anglès de l'obra Panic en versió de Jean Graham-Jones.
- Philip Seymour Hofmann, par exemple, estrenada a Brussel·les per la Compañía Transquinquennal, 2017.
- Inferno, estrenada el 2018 al Vorarlberger Theater de Bregenz, Àustria, 2017.

### Obres inèdites, estrenades
- Moratoria (ENAD, 1994)
- Dos personas diferentes dicen hace buen tiempo (Teatro San Martín, 1995)
- Varios pares de pies sobre piso de mármol (Centro Cultural Borges, 1996)
- Motín (Centro Cultural Rojas, 1997)
- Estado (Royal Court Theatre, 1998)
- Diario de trabajo en col·laboració amb Matías Feldman (Centro Cultural Rojas, 1999)
- DKW (Sala Caos, 2000)
- Plan canje (Sala Caos, 2000)

## Televisió
- Animadores (2017). Direcció: Gabriel Nesci.
- La casa del mar (2016).
- Guapas (2014). Direcció: Daniel Barone y Lucas Gil.
- Historias de corazón, capítol 27: "Sangre de mi sangre" (2013). Direcció: Gustavo Luppi.
- Tiempos compulsivos (2013) Pol-ka. Direcció: Daniel Barone.
- Las huellas del secretario (2013) Direcció: Matías Bertilotti.
- El hombre de tu vida (2011). Direcció: Juan José Campanella.
- Entre horas (2012). Direcció: Daniela Goggi.
- Lunfardo argento (2011). Direcció: Santiago Van Dam.
- TV por la inclusión (2011). Direcció: Alejandro Maci.
- Otros pecados (2018). Direcció: Daniel Barone, para Pol-Ka.